# 拉沙佩勒福尔坦
拉沙佩勒福尔坦（法語：La Chapelle-Fortin，法語發音：[la ʃapɛl fɔʁtɛ̃]）是法国厄尔-卢瓦省的一个市镇，属于德勒区。

## 地理
拉沙佩勒福尔坦（48°38'39"N, 0°51'54"E）面积14.41 平方千米，位于法国中央-卢瓦尔河谷大区厄尔-卢瓦省，该省份为法国北部内陆省份，北起顺时针与厄尔省、伊夫林省、埃松省、卢瓦雷省、卢瓦-谢尔省、萨尔特省和奧恩省接壤。
与拉沙佩勒福尔坦接壤的市镇（或旧市镇、城区）包括：沙朗塞。

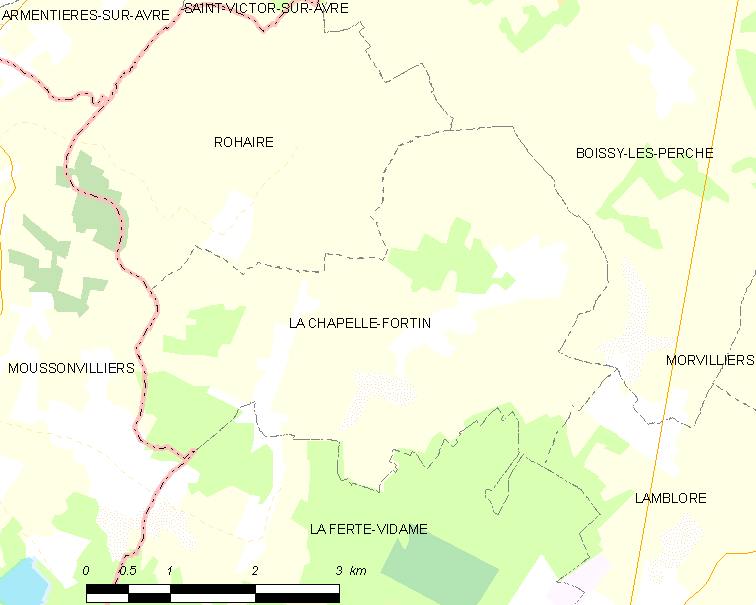
拉沙佩勒福尔坦的OSM定位图

拉沙佩勒福尔坦的时区为UTC+01:00、UTC+02:00（夏令时）。

## 行政
拉沙佩勒福尔坦的邮政编码为28340，INSEE市镇编码为28077。

## 政治
拉沙佩勒福尔坦所属的省级选区为圣吕班德容什雷县。

## 人口

1962-2008年间拉沙佩勒福尔坦人口变化图示

拉沙佩勒福尔坦于2022年1月1日时的人口数量为169人。